# Stazione di Minami-Ibaraki
La stazione di Minami-Ibaraki (南茨木駅?, Minami-Ibaraki-eki) è costituita da due stazioni collegate servite dalla Monorotaia di Ōsaka e dalla linea Kyōto delle Ferrovie Hankyū. La stazione della monorotaia, aperta nel 1990, è segnalata dal numero (19). Il nome "Minami Ibaraki" significa "Ibaraki Sud".